# Calipso (pintora)
Calipso (també descrita com a Calypso) era presumptament una pintora de l'antiga Grècia, considerada una de les sis dones artistes de l'antiguitat segons Plini el Vell juntament amb les pintores Irene, Timareta, Aristarete, Iaia de Cízic i Olímpia.
La seva existència és objecte de debat acadèmic. Diverses fonts afirmen que la menció de Plini el Vell en una enumeració de l'obra Naturalis Historia es tractaria d'un cas acusatiu referent a una de les obres d'Irene i no pas a una persona física real, mentre que altres la consideren com una pintora de la llista que, segons l'escriptor i naturalista romà, hauria tingut com a gran obra la pintura d'un ancià.